# テレビ朝日水曜22時枠刑事ドラマ
テレビ朝日水曜22時枠刑事ドラマ（テレビあさひすいようにじゅうにじわくけいじドラマ）は、1960年2月から1985年10月2日まで日本教育テレビ → NETテレビ → テレビ朝日が水曜22:00枠に編成していた刑事ドラマ放送枠である。

## 歴史
初の放送作品は、テレビ朝日が日本教育テレビとして開局してから1年後に放送開始した『指名手配』。1961年10月4日には、この枠では初の1時間ドラマである東映制作の『特別機動捜査隊』がスタートし、1977年3月まで放送の長寿番組となった。そして同年4月には、テレビ朝日が全国朝日放送に社名変更し、テレビ朝日を愛称とするのに合わせて『特捜最前線』に代替わりした。
引き続き東映が制作した『特捜最前線』も長寿番組となったが、テレビ朝日が1985年秋の改編で平日22:00枠（開始当時は金曜のみ23:00枠）で放送の帯番組『ニュースステーション』を開始することになったため、『特捜最前線』は木曜21:00枠へ移動。そして1987年3月に終了し、テレビ朝日の東映制作刑事ドラマ枠は水曜21:00枠へと継承された。

## 放送作品一覧

### 22時00分 - 22時30分
- 指名手配（1960年1月27日 - 1961年9月27日）

### 22時00分 - 23時00分（第1期）
- 特別機動捜査隊（1961年10月11日 - 1962年10月10日）

### 21時45分 - 22時45分
- 特別機動捜査隊（1962年10月17日 - 1963年9月25日） - 水曜22:45枠で『おんなの絵本』がスタートするのに伴い、放送時間を15分繰り上げ。

### 22時00分 - 23時00分（第2期）
- 特別機動捜査隊（1963年10月2日 - 1970年4月1日） - 『おんなの絵本』の終了に伴い、元の時間帯に復帰。

### 22時00分 - 22時56分
- 特別機動捜査隊（1970年4月8日 - 1972年9月27日） - 水曜22:56枠で『ANNニュース』がスタートするのに伴い、放送枠が4分縮小。

### 22時00分 - 22時55分
- 特別機動捜査隊（1972年10月4日 - 1975年10月1日） - 『ANNニュース』の拡大に伴い、放送枠が1分縮小。1975年4月には同年3月の腸捻転の解消により、関西地区でのネット局が毎日放送から朝日放送に変更。

### 22時00分 - 22時54分
- 特別機動捜査隊（1975年10月8日 - 1977年3月30日） - 『ANNニュース』よりも時間の長い『ANNスポーツニュース』が水曜22:54枠に入ったことにより、放送枠が1分縮小。
- 特捜最前線（1977年4月6日 - 1985年10月2日） - その後も1987年3月26日まで木曜21:00枠で放送。